# 馬子唄
馬子唄（まごうた）とは、民謡の一分類。馬追いが馬をひきながら唄う歌のことである。馬方節、馬追歌、馬喰節（ばくろうぶし）などとも言われる。歌詞は甚句形式が多い。一音多声のメリスマ型で一定のリズムを持たないので難しい方に入る。馬ではなく牛を追う場合は「牛追い唄（岩手県の『南部牛追い唄』などが有名）」などと言われる。

## 有名な馬子唄
- 箱根馬子唄（神奈川県）
- 小諸馬子唄（長野県）- 追分節に発展。
- 鈴鹿馬子唄（三重県）
- 室津郷馬子唄（高知県）